# Bleptina dejecta
Bleptina dejecta är en fjärilsart som beskrevs av William Schaus 1916. Bleptina dejecta ingår i släktet Bleptina och familjen nattflyn. Inga underarter finns listade i Catalogue of Life.